# Georg Schaeffler
Georg Schaeffler (4 de enero de 1917 - 2 de agosto de 1996) fue un empresario alemán. En 1949, desarrolló una jaula interna para los rodamientos de agujas, cuya ventajosa aplicación industrial justificó el surgimiento de su empresa fundada en 1946 en Herzogenaurach, que acabaría convirtiéndose en la compañía global conocida como Grupo Schaeffler.

## Semblanza
Georg Schaeffler nació en 1917 en la propiedad estatal del Castillo de Marimont, cerca de Bourdonnay, en la región de la Lorena, históricamente  disputada entre Francia y Alemania. La familia residía en la propiedad desde la década de 1870, pero después de que el Territorio Imperial de Alsacia y Lorena, que había sido alemán desde 1871, se volviera francés nuevamente después de la Primera Guerra Mundial, la familia se mudó a Ottweiler en la cuenca del Sarre. Su padre era originario de Neustadt am Kulm, cercano a Bayreuth, y su madre procedía del Palatinado Renano. El hermano de Georg, Wilhelm Schaeffler (1908-1981), también nació en Marimont.
Alumno del liceo real de Neunkirchen del Sarre, se graduó de la escuela secundaria en 1936. Después del servicio militar, comenzó a estudiar gestión empresarial en la Universidad de Colonia, pero inicialmente no pudo completar sus estudios debido al comienzo de la Segunda Guerra Mundial. En 1942 fue llamado a filas y sirvió primero en el Frente Oriental y luego en el Frente Occidental, finalmente con el rango de teniente. Durante una estancia en el hospital en octubre de 1944 pudo completar sus estudios como diplomado. Su hermano Wilhelm también se graduó en administración de empresas y en la década de 1930 creó una empresa textil en Katscher en el distrito de Leobschütz (Silesia), que finalmente agrupó a cuatro fábricas. Ambos hermanos administraron inicialmente el negocio textil en Katscher, y cambiaron la materia prima de la producción de telas de mohair turco a seda artificial de acetato de celulosa.
En plena guerra mundial, también construyeron una filial para el negocio de armamento a partir de 1942, que empleaba hasta 350 personas. Unos meses más tarde, comenzó la producción de rodamientos para la industria de armamento, que fue clasificada como esencial para el esfuerzo bélico. Hasta entonces, los rodamientos de rodillos eran producidos principalmente por otras empresas en Schweinfurt, en la Baja Franconia.
En el invierno de 1945, la familia Schaeffler huyó de las fuerzas de ocupación rusas con algunas de las máquinas de producción (en total más de cuarenta vagones llenos de material y máquinas) y 300 empleados a la zona de ocupación estadounidense, desplazándose a Schwarzenhammer en el noreste de la Alta Franconia. Después del final de la guerra, Georg Schaeffler fue hecho prisionero brevemente por las fuerzas de ocupación de los Estados Unidos. La empresa Fábrica de Máquinas Agrícolas Fritsch & Schaeffler, que posteriormente fundó junto con el empresario de Cottbus Heinz Fritsch en una antigua fábrica de porcelana en Schwarzenhammer. Debido a las restricciones impuestas por los Aliados, la empresa se dedicó a producir artículos de madera para limpieza y agricultura (incluidos pinzas para tender la ropa, cucharas de palo, o rastrillos de madera) y a reparar maquinaria agrícola. En lugar de pagar los materiales en efectivo, las materias primas y el utillaje se adquirían en parte mediante trueque.
En la primavera de 1946, por razones de espacio, la empresa se trasladó con gran parte de la plantilla a Herzogenaurach, una zona donde anteriormente se había desarrollado la industria del calzado. La "Industrie-GmbH" fundada allí por los hermanos Schaeffler y otros dos propietarios (Fröhner y Fritsch) también fabricó inicialmente productos de madera como hebillas de cinturones y botones (hasta 15.000 piezas al día) y vendió carros de mano, que se producían en Schwarzenhammer. En junio de 1946, los hermanos decidieron construir una fábrica de repuestos para herramientas en Herzogenaurach con el fin de producir suministros para el Ejército de los Estados Unidos y otros fabricantes alemanes. Sin embargo, Wilhelm Schaeffler fue arrestado por las autoridades militares estadounidenses en 1946 y entregado a las autoridades polacas; y pasó varios años de cautiverio en Polonia hasta 1951.
En el cambio de año 1946/47, la empresa ya contaba con 149 empleados, y al año siguiente casi con 200. Desde el otoño de 1949, Georg Schaeffler trabajó en cooperación con Daimler-Benz en Untertürkheim y con Adler en Frankfurt del Meno para desarrollar una jaula de guía más eficaz para los rodamientos de agujas. En febrero de 1951, Schaeffler recibió el primer pedido de las dos empresas, lo que significó un gran avance comercial. También se construyeron cámaras fotográficas hasta la década de 1950.
En el verano del mismo año, el hermano de George, Wilhelm, regresó del cautiverio. Como una segunda división del negocio, volvió a organizar una sección dedicada a la fabricación textil (la Fábrica de Tejido de Alfombras Schwarzenhammer, más tarde Textilwerk Schaeffler oHG), la primera fábrica de tejido de alfombras importante en Alemania después del final de la guerra. En 1957, la Textilwerk Schaeffler KG era uno de los mayores fabricantes de la República Federal de Alemania. En 1989, sin embargo, se vendió toda la división debido a las malas condiciones económicas de la industria textil en Alemania.
La división metal, en cambio, siguió en auge: en 1959 ya trabajaban allí más de 2.000 personas. Se crearon numerosas fábricas en Alemania y en el extranjero. En 1997, casi 20.000 empleados trabajaban para todo Grupo Schaeffler, y en 2007 contaba con más de 66.000 en 180 ubicaciones distribuidas por todo el mundo. Las ventas globales en 2007 fueron de 8.900 millones de euros.
Georg Schaeffler murió en 1996. Desde entonces, su viuda Maria-Elisabeth Schaeffler, con quien se casó en 1963, se convirtió en propietaria de la empresa junto con su hijo Georg Friedrich Wilhelm Schaeffler.

## Reconocimientos
Georg Schaeffler recibió numerosos premios:
- En 1969 fue galardonado con el Verdienstkreuz 1. Klasse de la República Federal de Alemania
- El Instituto Tecnológico de Karlsruhe le otorgó un doctorado honoris causa por su trayectoria. La ciudad de Herzogenaurach nombró a Georg y Wilhelm Schaeffler como hijos predilectos en 1981.